# George Shiras III
Pour les articles homonymes, voir Shiras.
George Shiras, né le 1er janvier 1859 à Allegheny en Pennsylvanie aux États-Unis et mort le 24 mars 1942) à Marquette dans le Michigan, est un avocat, homme politique de l'état de Pennsylvanie, chasseur et photographe.

## Biographie
Pendant sa jeunesse, il pratique la pêche et la chasse avec son père, son grand-père et des guides indiens près de Marquette (Michigan), à proximité  du Lac Supérieur, dans le Michigan. Dès 1870, ses expéditions régulières en forêt, aux alentours de  Marquette (Michigan), près du Lac Supérieur, dans le Michigan, approfondissent sa curiosité pour le monde animal. En 1887, il abandonne le fusil au profit de l’appareil photo.
Il a étudié  dans les écoles publiques et à l'Université Phillips en  Andover à  Massachusetts. Il est diplômé de l'Université de  Cornell en Ithaque à New York, en 1881 et de droit de l'Université de Collège en 1883. Il a été admis au barreau  de  Pennsylvanie et du  Connecticut en 1883 et a commencé sa profession à Pittsburgh en  Pennsylvanie. Il a été membre de la Chambre des Représentants pour l'État de Pennsylvanie en 1889 et 1890. Il a échoué en tant que candidat républicain pour le  Congrès en 1890.
Il a été membre du Congrès de 1903 à 1905. Après sa période politique au Congrès, il s'est tourné vers la recherche biologique  et la  wildlife photography.
Le 14 février 1906, George Shiras III  a été élu en tant que membre associé du Club Boone et Crockett, une organisation  engagée dans la protection de la nature fondée par Theodore Roosevelt en 1887.

## Techniques photographiques
George Shiras a  été le premier à montrer grâce à ses photographies au flash la vie nocturne des animaux de la forêt ; il s'inspire des techniques de la chasse, notamment celles pratiquées par les Indiens Ojibwés, pour réaliser ses photographies nocturnes. Ainsi, il a utilisé la technique d'approche dite jacklighting : à bord d'un canoë, il s'approchait des animaux en les captivant et en les immobilisant avec la lueur d'une flamme.
Pour la première fois dans la photographie, George Shiras utilise des pièges photographiques en forêt pour  photographier les animaux la nuit. L' éclairage au flash grâce à l'explosion de poudre de magnésium permet d'obtenir des photographies inédites. Certaines de ses  photographies et de ses recherches ont été mises en valeur  lors de l’Exposition Universelle de 1900 à Paris et de Saint-Louis en 1904.
Il publie en 1935 Hunting Wild Life with Camera and Flashlight : a Record of Sixty Five years' Visits to the Woods and Waters of North America en deux volumes, rassemblant 960 photographies d'animaux sauvages, notamment ses photographies au flash.

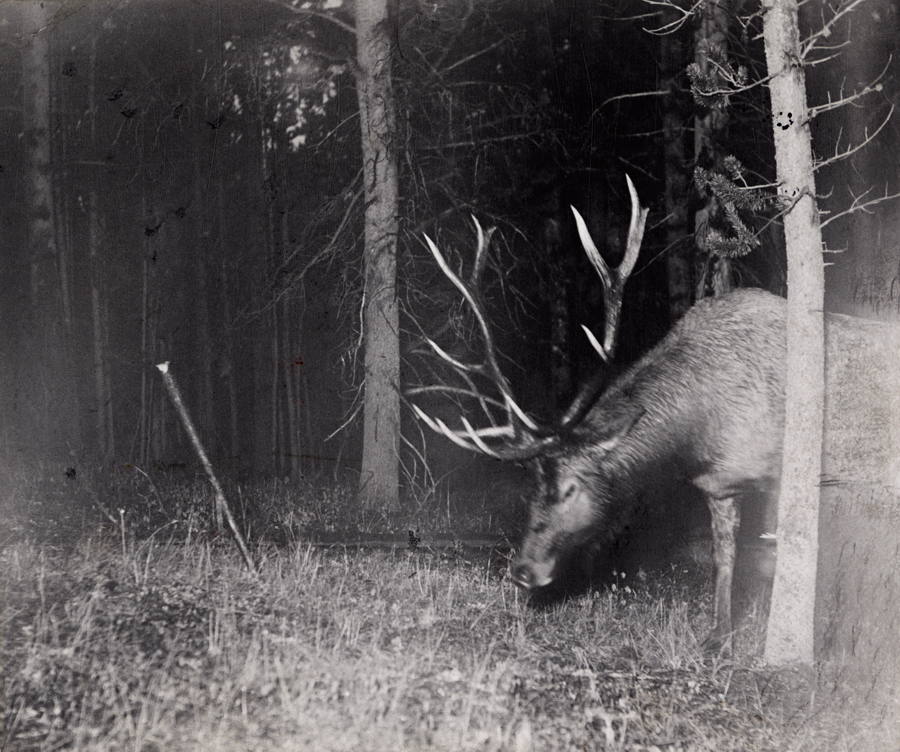
Photographie de George Shiras III au Yellowstone National Park, Wyoming, juillet 1913

Il a découvert des sous-espèces d'élans dans le  Parc national de Yellowstone, qui ont été nommés Alces alces shirasi, élans Shiras.
George Shiras est mort à Marquette (Michigan) dans le Michigan et est enterré  dans le cimetière du Parc.
Ses écrits sont conservés par la National Library of Medicine à Bethesda dans le Maryland et par l'université de Northern Michigan.

## Exposition
- 15 septembre 2015 - 14 février 2016 : George Shiras, l'intérieur de la nuit, Musée de la Chasse et de la Nature, Paris[3],[4].